# Правило 180 градусов

Камера может двигаться в зелёной зоне — тогда жёлтый персонаж будет слева, а синий справа. Если камера уйдёт в красную зону, они поменяются местами.

Пра́вило ста восьми́десяти гра́дусов — одно из правил в кинематографе и на телевидении, гласящее, что при монтаже сцен, в которых два персонажа общаются друг с другом, на склеиваемых монтажных кадрах камера во время съёмки не должна пересекать воображаемую линию взаимодействия этих лиц. Другими словами, точка съёмки и крупность плана могут меняться, но направление взгляда актёров на протяжении всей сцены должно сохраняться. На соседних планах, где актёры сняты крупно, их взгляды должны быть направлены навстречу друг другу и в те же стороны, что и на общих планах. Нарушение этого правила дезориентирует зрителя — ему кажется, что взаимодействие происходит с третьим лицом. Однако для достижения какого-либо специального эффекта нарушение правила 180 градусов возможно, и в таком случае называется круговой съёмкой.

## Примеры
В сцене диалога между двумя персонажами можно представить проходящую через них прямую линию. Если камера остается по одну сторону от этой линии, то пространственные отношения между персонажами будут постоянными от кадра к кадру. Сдвиг персонажей на другие стороны в кадре перевернёт порядок их восприятия.
Персонаж, идущий или бегущий перед камерой, в соседних монтажных кадрах должен двигаться в одну сторону, иначе у зрителя создастся впечатление, будто человек идёт навстречу сам себе. Аналогично, если по сюжету разные герои сближаются, то на склеиваемых кадрах они должны двигаться в противоположные стороны.
Если автомобиль выехал из кадра вправо, в очередной кадр он должен въехать с левой стороны. Выход справа и вход справа создают такое же чувство дезориентации, как и в примере с диалогом. Чтобы разорвать эту цепочку, приходится вставлять перебивочный план движения прямо на зрителя или от него.
Джамп-кат можно использовать для обозначения времени. Если персонаж покидает кадр с левой стороны и также слева входит в другом месте, это может создать иллюзию прохождения продолжительного времени.
Правило 180 градусов позволяет зрителям визуально соединиться с невидимым движением, происходящим вокруг и позади непосредственного объекта съемки, что особенно важно для демонстрации батальных сцен.

## Обратная монтажная склейка
Воображаемая линия позволяет зрителям ориентироваться по положению и направлению действия в сцене. Если кадр, следующий за более ранним кадром в последовательности, расположен на противоположной стороне линии 180 градусов, то это называется «обратной монтажной склейкой». Обратные склейки дезориентируют зрителя, представляя противоположную точку зрения на действие в сцене и, следовательно, изменяя перспективу действия и пространственную ориентацию, установленную в исходном кадре.
Существует множество способов избежать путаницы при пересечении воображаемой линии, связанным с определёнными обстоятельствами, вызванными действиями или ситуациями в сцене. Например, движение в сцене можно изменить или установить камеры на одной стороне сцены так, чтобы все кадры отражали вид с этой стороны 180 градусной линии.
Ещё один способ без негативных последствий пересечь 180 градусную линию — снять несколько кадров, в которых камера совершает дугообразное движение от одной стороны линии к другой во время одной сцены. Такой кадр можно использовать, дабы показать зрителям, что они смотрят на сцену под другим углом. В случае движения, когда персонаж входит в кадр сзади с левой стороны, направляясь к углу здания справа, по мере того, как он обходит угол здания, камера может поймать его, идущего к камере с другой стороны здания, входящего в кадр с левой стороны, а затем идущего прямо на камеру и выходящего из левой части кадра.
Чтобы минимизировать «разрыв» между кадрами в последовательности по обе стороны от линии 180 градусов, можно включить буферный кадр вдоль линии 180 градусов, разделяющей каждую сторону. Это позволит зрителю визуально понять изменение точки зрения, выраженное в последовательности.

## Стиль
В профессиональных постановках применение правила 180 градусов является ключевым элементом теории монтажа фильмов, именуемого редактированием непрерывности. Однако это правило соблюдается не всегда. Иногда режиссер намеренно нарушает линию действия, дабы дезориентировать зрителя. Карл Теодор Дрейер обратился к этому методу в «Страстях Жанны д’Арк»; Стэнли Кубрик обращается к нему в, например, сцене в ванной в «Сиянии», чем создал особую мистическую атмосферу. Режиссеры Жак Деми, Тинто Брасс, Ясудзиро Одзу, Вонг Кар-Вай и Жак Тати также иногда игнорировали это правило неприрывности, как и Ларс фон Триер в «Антихристе». В основополагающем фильме для французской новой волны «На последнем дыхании» Жан-Люк Годар нарушает это правило в первые пять минут в сцене с автомобилем, где камера прыгает между передними и задними сиденьями, импровизируя «эстетический бунт», благодаря которому новая волна и стала известна. Когда правило нарушается случайно или по технической причине (например, невозможность физически установить камеру в правильном положении), существуют приемы, помогающие скрыть ошибку. Например, монтажёр может вставить пару слов диалога перед вырезкой, чтобы зритель сосредоточился на сказанном и отвлекся от нарушения кинематографических условностей.
Некоторые стили, использующие правило 180 градусов, могут вызвать эмоции или создать визуальный ритм. Перемещение камеры ближе к оси для съемки крупным планом в паре с длинным кадром может усилить интенсивность сцены. Когда камера перемещается дальше от оси для съемки длинным кадром после съемки крупным планом, это может создать перерыв в действии сцены.
В японском аниме «Паприка» два главных героя обсуждают и демонстрируют дезориентирующий эффект пересечения границы.
Во второй части фильма «Властелин колец» особый подход к правилу 180 градусов позволяет достигнуть оригинального способа репрезентации Голлума: этот персонаж разговаривал сам с собой, при этом «хороший» Голлум смотрел влево, а «плохой» — вправо, при этом менялось лишь положение камеры, но не персонажа.

## Практические исследования
Практические данные, исследующие важность соблюдения правила 180 градусов, ограничены. Основная предпосылка заключается в том, что соблюдение правила помогает удерживать персонажей на правильной стороне экрана. Таким образом, предполагается, что нарушение правила может привести к отвлечению внимания и разрушить длительность момента. Это же положение экстраполируется, дабы повлиять на ритм или эмоциональную составляющую сцены. Однако подобные представления основаны на субъективных отчётах режиссёров, а не на практических данных.
Исследования показали, что пересечение линии может негативно повлиять на точность пространственного представления сцены. Более того, переворачивание позиций персонажей может нарушить понимание зрителями относительной ориентации на экране. Нарушения, видимо, также влияют и на пространственную память на расположение объектов в сцене, но не влияют на память о повествовании, порядок разворачивающихся событий или понимание потока повествования.
В целом, практические исследования показывают, что соблюдение правила 180 градусов не является важным в практическом смысле. Точные пространственные представления не важны для сцены и не запоминаются в течение длительного времени просмотра фильма. Более того, более поздние исследования показали, что, хотя зрители могут заметить нарушения, наличие этих нарушений не влияет на удовольствие от сцены или фильма в сравнении с отсутствием нарушений.